# Neokantismo

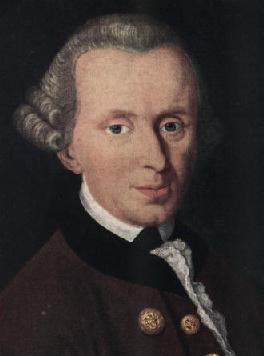
Retrato de Kant.

O neokantismo ou neocriticismo é uma corrente filosófica desenvolvida principalmente na Alemanha, que sobreviveu com maior vitalidade de 1860 a 1914. Apoiando o retorno aos princípios de Immanuel Kant, e opondo-se ao idealismo de Georg Wilhelm Friedrich Hegel, então predominante, e a todo tipo de metafísica. Também se colocava contra o cientificismo positivista e sua visão absoluta da ciência.
O neokantismo pretendia portanto recuperar a atividade filosófica como reflexão crítica acerca das condições que tornam válida a atividade cognitiva - principalmente a Ciência, mas também os demais campos do conhecimento - da Moral à Estética, contribuindo principalmente com o campo da teoria do conhecimento. 
As principais vertentes do neocriticismo alemão foram a Escola de Baden, que tendia a enfatizar a lógica e a ciência, e a Escola de Marburgo, que influenciaram boa parte da filosofia alemã posterior, particularmente o Historicismo e a Fenomenologia. 
Seus principais representantes são Heinrich Rickert, WilheIm Windelband, Hermann Cohen (líder da Escola de Marburgo), Paul Gerhard Natorp e Ernst Cassirer.
Zurück zu Kant! ("Retornar a Kant!") era a palavra de ordem dessa corrente de pensamento, que no entanto, não pretendia um simples retorno, mas o aprofundamento da filosofia kantiana, em duas linhas:
- em direção a uma racionalização da religião (Cohen, com referência ao judaísmo);

- em direção a uma teoria do conhecimento (Cassirer).

O século XIX foi marcado pela hegemonia do hegelianismo. Após a morte de Hegel, a filosofia entrou em crise. A partir dos anos 1850, alguns queriam o seu desaparecimento, alegando que não oferecia respostas aos problemas sociais, históricos e políticos. 
O retorno a Kant parecia então o único modo possível de pensar a ciência, a maioria dos pensadores do fim do século XIX e do início do século XX são, em alguma medida, neokantianos. Michel Foucault, autor de uma tradução da Antropologia do ponto de vista pragmático de Kant, disse uma vez que, devido a herança crítica de Kant, todos (pensadores contemporâneos) somos neokantianos. Sociólogos renomados, como Weber e Simmel, tiveram influência do movimento neokantiano.
A escola de Baden dividiu as ciências entre dois pólos, o generalizante e o individualizante. WilheIm Windelband, representante dessa escola, queria dar às ciências da natureza e às ciências do espírito a sua especificidade, por esse motivo o filósofo fez a distinção entre conhecimento o nomotético e o ideográfico. 
A ciência natural faria a generalização de fenômenos, portanto quanto mais universal e aplicável às situações, mais eficaz é o conceito científico natural, como nas leis da física. Já a ciência histórica, buscaria o conhecimento de um objeto em sua singularidade, expressando conceitos individuais universalmente válidos de objetos singulares.
Os aspectos éticos do neokantismo frequentemente o levaram para a órbita do socialismo. Os neokantianos tiveram grande influência sobre o marxismo austríaco (Max Adler) e sobre a social-democracia alemã, através do revisionismo de Eduard Bernstein. 
A Escola Neokantiana teve uma influência duradoura e sua importância foi muito além da Alemanha. Ela cunhou termos como epistemologia e sustentou sua preponderância sobre a ontologia. Natorp teve decisiva influência na história da Fenomenologia e a ele é creditada, juntamente com Edmund Husserl a adoção do vocabulário do idealismo transcendental. O debate entre Cassirer e Martin Heidegger sobre a interpretação de Kant levou este último a formular as razões pelas quais Kant teria sido um precursor da fenomenologia - embora esta ideia seja contestada por Eugen Fink.